# Tour de Toowoomba
El Tour de Toowoomba és un cursa ciclista per etapes que es disputa anualment als voltants de la Régió de Toowoomba, a l'estat australià de Queensland.

## Palmarès
| Any  | Vencedor          | Segon              | Tercer          |
| ---- | ----------------- | ------------------ | --------------- |
| 2010 | Patrick Shaw      | Dale Parker        | Ben Grenda      |
| 2011 | Patrick Shaw      | Alex Clements      | Calvin Watson   |
| 2012 | Mark O'Brien      | Michael Cupitt     | Jai Crawford    |
| 2013 | Nathan Earle      | Jack Haig          | Benjamin Dyball |
| 2014 | Jack Haig         | Mark O'Brien       | Timothy Roe     |
| 2015 | Michael Schweizer | Keagan Girdlestone | Brad Evans      |